# Michael Thalheimer

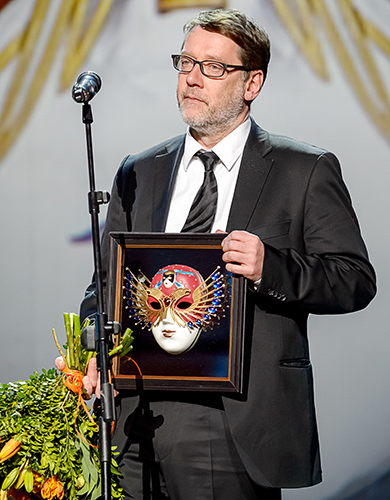
Michael Thalheimer (2015)

Michael Thalheimer (* 28. Mai 1965 in Münster bei Darmstadt) ist ein deutscher Regisseur.

## Leben
Thalheimer studierte von 1985 bis 1989 an der heute in die Hochschule der Künste Bern integrierten Berner Schauspielschule. Als Schauspieler war er an vielen deutschsprachigen Theatern engagiert, unter anderem in Bern, Mainz, Bremerhaven und Chemnitz.
1997 stellte er am Theater Chemnitz seine erste Inszenierung vor: Fernando Arrabal, Der Architekt und der Kaiser von Assyrien. Seit seiner Arbeit am Theater in Chemnitz arbeitet er mit dem Bühnenbildner Olaf Altmann als ständigem Mitarbeiter zusammen. Daraufhin folgten viele Inszenierungen an namhaften Theatern wie dem Theater Freiburg, dem Theater Basel, dem Schauspiel Leipzig, dem Staatsschauspiel Dresden, dem Hamburger Thalia Theater, dem Deutschen Theater Berlin und der Schaubühne Berlin.
2005 debütierte Thalheimer als Opernregisseur mit Leoš Janáčeks Katja Kabanova an der Berliner Staatsoper, im Dezember desselben Jahres folgte an der Basler Oper eine von Publikum und Presse zugleich bejubelte Interpretation von Verdis Rigoletto.
Insbesondere am Hamburger Thalia Theater erwarb sich Thalheimer mit Inszenierungen von Schillers Kabale und Liebe, Schnitzlers Liebelei und anderen Klassikern einen exzellenten Ruf als Theaterregisseur, der auch schwierigste Stoffe auf ihren Grundgehalt reduzieren und diesen emotional wie mental transportieren kann. Dabei legt Thalheimer als Perfektionist extrem viel Wert auf das Mienenspiel und die Gestik seiner Darsteller, die manchmal minutenlange, wortlose Phasen füllen, die dann wieder von absatzweise rezitierten und im Stakkato vorgetragenen Textfluten abgelöst werden.
Nach vielen erfolgreichen Jahren am Hamburger Thalia Theater verlagerte Thalheimer sein Wirken immer mehr ans Deutsche Theater in Berlin. Nachdem er dort mit seinen beiden von der Kritik und vom Publikum gefeierten Inszenierungen von Goethes Faust I und Faust II den größten Erfolg seit Jahren möglich gemacht hatte, wurde ihm 2006 die Stelle als Leitender Regisseur angeboten, die er annahm.
Seine Inszenierung des Stücks Unschuld von Dea Loher wurde im Frühjahr 2012 Gegenstand einer Protestaktion.

## Theatertreffen Berlin
- Liliom (Ferenc Molnár) am Thalia Theater Hamburg, 2000
- Das Fest (nach dem Film von Thomas Vinterberg) am Staatsschauspiel Dresden, 2000
- Liebelei (Arthur Schnitzler) am Thalia Theater Hamburg, 2001
- Lulu (Frank Wedekind) am Thalia Theater Hamburg, 2005
- Orestie (Aischylos) am Deutschen Theater Berlin, 2007
- Die Ratten (Gerhart Hauptmann) am Deutschen Theater Berlin, 2007
- Medea (Euripides) am Schauspiel Frankfurt, 2013

## Theater (als Regisseur)
Schauspiel Frankfurt:
- 2012 Medea von Euripides
- 2013 Kleiner Mann – was nun? von Hans Fallada
- 2014 Nora von Henrik Ibsen
- 2015 Penthesilea von Heinrich von Kleist

Burgtheater Wien/Akademietheater Wien:
- 2010 Die heilige Johanna der Schlachthöfe von Bertolt Brecht
- 2012 Elektra von Hugo von Hofmannsthal
- 2014 Maria Magdalena von Friedrich Hebbel
- 2014 Die Schutzbefohlenen von Elfriede Jelinek
- 2017 Die Perser von Aischylos[2]

## Weitere Auszeichnungen
- 2001 3sat-Preis im Rahmen des Berliner Theatertreffens für Liliom, Thalia Theater Hamburg (gemeinsam mit Olaf Altmann)
- Friedrich-Luft-Preis für Emilia Galotti, Deutsches Theater Berlin
- Nestroy-Theaterpreis für Emilia Galotti, Deutsches Theater Berlin
- Friedrich-Luft-Preis für Faust. Der Tragödie Erster Teil, Deutsches Theater Berlin
- Nestroy-Theaterpreis für Elektra, Burgtheater Wien